# (1508) Kemi
(1508) Kemi es un asteroide perteneciente al grupo de los asteroides que cruzan la órbita de Marte descubierto el 21 de octubre de 1938 por Heikki A. Alikoski desde el observatorio de Iso-Heikkilä en Turku, Finlandia.
Está nombrado por el Kemi, el río más largo de Finlandia.